# سریه عبدالله بن انیس
غزوه عبدالله بن انیس که به ترور خالد بن سفیان نیز معروف است، اولین حمله به بنی لحیان بود که در ماه محرم سال سوم هجری قمری صورت گرفت. گزارش شده است که خالد بن سفیان الهذلی (معروف به حضیر، رئیس قبیله بنی لحیان) حمله به مدینه را در نظر گرفت و مردم را در نخله یا اورانه به جنگ با مسلمانان تحریک کرد. پس محمد عبدالله بن عنیس را فرستاد تا او را بکشد. پس از بریدن سر خالد بن سفیان در شب، انیس آن را نزد محمد بازگرداند.